# Windmühle Knapendorf

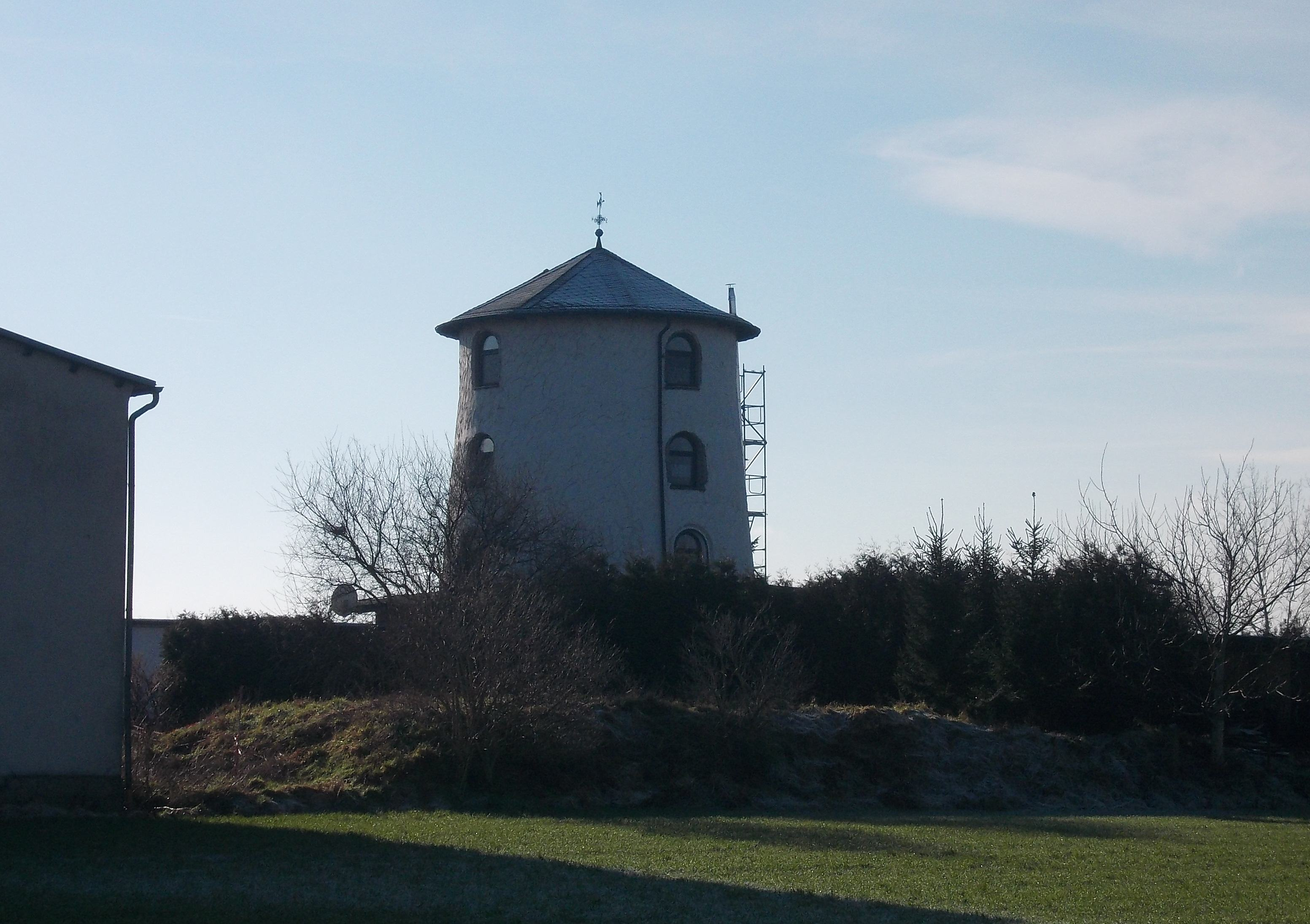
Windmühle Knapendorf 2015

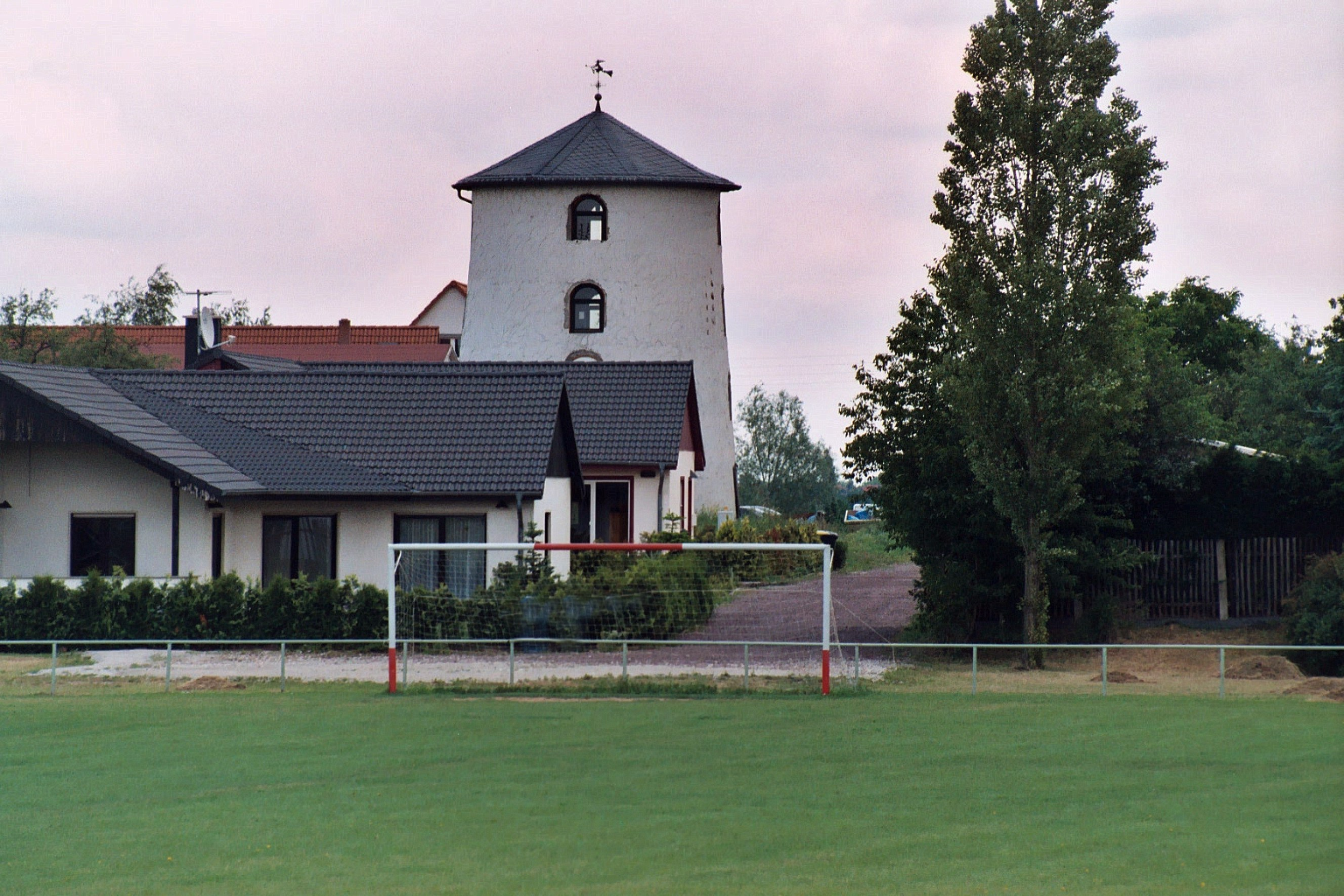
Windmühle Knapendorf 2004

Die Windmühle Knapendorf ist eine denkmalgeschützte Holländerwindmühle im Ortsteil Knapendorf der Gemeinde Schkopau in Sachsen-Anhalt. Im örtlichen Denkmalverzeichnis ist die Windmühle unter der Erfassungsnummer 094 55066 als Baudenkmal verzeichnet und im Arbeitskreis Mühlen Sachsen-Anhalt der Deutschen Gesellschaft für Mühlenkunde und Mühlenerhaltung registriert.

## Lage
Die Windmühle liegt im Süden von Knapendorf nördlich einer Kleingartenanlage inmitten einer kleinen Siedlung an der Adresse Zur Mühle 4.

## Architektur
Die Turmwindmühle wurde als Getreidemühle errichtet. Spätestens seit Anfang der 1990er Jahre besitzt die Mühle kein Flügelrad (Windrad) sowie keine drehbare Turmhaube und damit keine mühlentechnischen Attribute mehr, außer ihrer Bauweise. Sie besteht seit Anfang der 1990er aus einem grob verputzten Turm aus Feld- bzw. Bruchsteinen, gedeckt mit einem Schieferdach mit Wetterfahne in Form einer fliegenden Brockenhexe. Die vier-geschossige Mühle besitzt im Achsenkreuz der Ost-West- und Nord-Süd-Achse pro Etage jeweils vier Rundbogenfenster. Seit ihrer letzten Restaurierung in den 2010er Jahren wurde das Erdgeschoss auf der Nordseite umbaut von einem außen direkt an den Turm anschließenden halbkreisförmigen eingeschossigen Rundbau. Vor der originalen Eingangstür auf der Süd-Ost-Seite wurde bei der letzten Restaurierung beziehungsweise Umbau ein Vorbau errichtet. Die  Mühle wird als Wohngebäude genutzt und befindet sich in Privatbesitz.